# Veta kyrka
Veta kyrka tillhör Vifolka församling i Linköpings stift och ligger i Mjölby kommun. Kyrkan ligger i Veta kyrkby, som är belägen någon kilometer väster om Mantorp.

## Kyrkobyggnaden
Kyrkan är byggd av kalksten och gråsten och dess äldsta delar härstammar från 1100-talet. Äldsta dokumentet där kyrkan och socknen omnämns är från 1334. Under 1400-talet byggdes sakristian och långhuset försågs med tegelvalv. Långhuset fick ett kryssvalv i väster och stjärnvalv i öster, medan koret försågs med två kryssvalv. 1687 uppfördes den södra korsarmen och 1759 uppfördes norra korsarmen. 1973 tillbyggdes ett litet vapenhus av trä. I kyrkorummet finns välbevarade kalkmålningar.
På kyrkogården sydost en klockstapel uppförd 1727-1728 av mäster Uhrberg från Eksjö.

## Inventarier
- Dopfunten är troligen tillverkad av Michael Hackes verkstad i Skänninge.
- Predikstolen är tillverkad 1689 och ombyggd 1712.
- Piano av J.O. Baumgardts pianofabrik.

### Minnesstenar
- Minnessten över Anders Andersson i Gottlösa. Den har följande skrift: TILL MINNE AF ANDERS ANDERSSON I GOTTLÖSA SOM 8 OKT: 1858 GRUNDADE WETA KYRKOBYGGNADSFOND UR HVILKEN KGL MAJESTÄTS NÅDIGA BREF 15 OKT: 1912 ANSLOG MEDEL TILL RESTAURERING AF WETA KYRKA.
- Minnessten över restaureringen 1913-1914.

### Epitafier
- Simon Jakob Wennerstedt.
- Johan Gripenwaldt
- Carl Wennerstedt
- Thure Wennerstedt
- Göran Gripenwaldt
- Erik Gripenwaldt
- Gabriel Wennerstedt

### Orgel
- 1689 skänkte Johan Gripenwaldt ett positiv till kyrkan.[1]
- 1781 bygger Lars Strömblad en orgel med 9 1⁄2 stämmor.
- 1914 bygger E. A. Setterquist och Son en orgel med 9 stämmor på 2 manualer och pedal.
- Nuvarande orgel är byggd av Mårtenssons orgelfabrik i Lund och installerad 1971. Orgelfasaden är från 1781. Den är mekanisk.

| Huvudverk I C-g3    | Svällverk II C-g3 | Pedal C-f1  | Koppel |
| Rörflöjt 8’         | Gedackt 8’        | Subbas 16’  | I/P    |
| Princial 4’         | Rörflöjt 4’       | Gedackt 8’  | II/P   |
| Waldflöjt 2’        | Principal 2’      | Koralbas 4' | II/I   |
| Sesquialtera 2 chor | Oktava 1’         |             |        |
| Mixtur 4 chor       | Krumhorn 8'       |             |        |
|                     | Crescendosvällare |             |        |

## Bilder

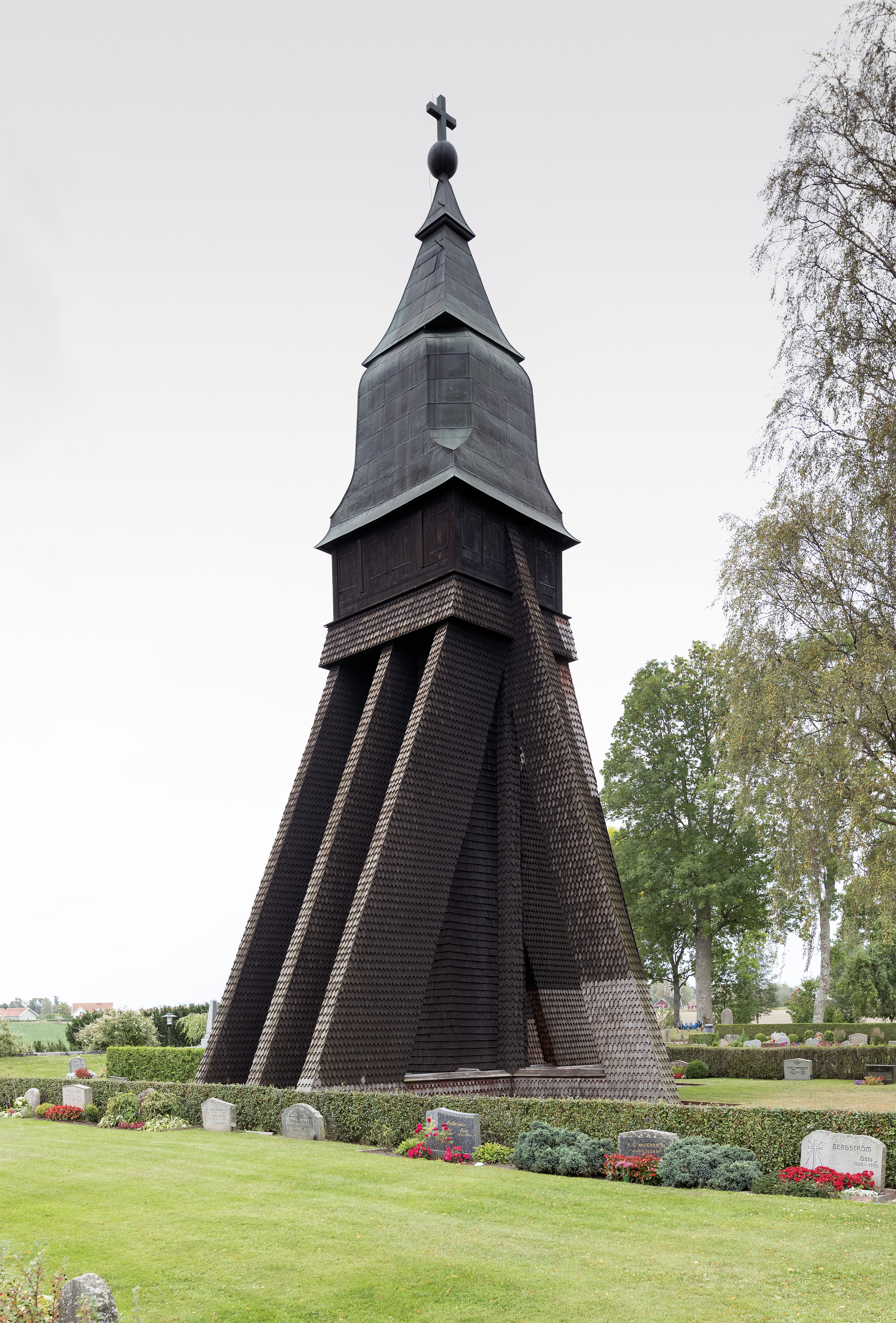
Klockstapeln
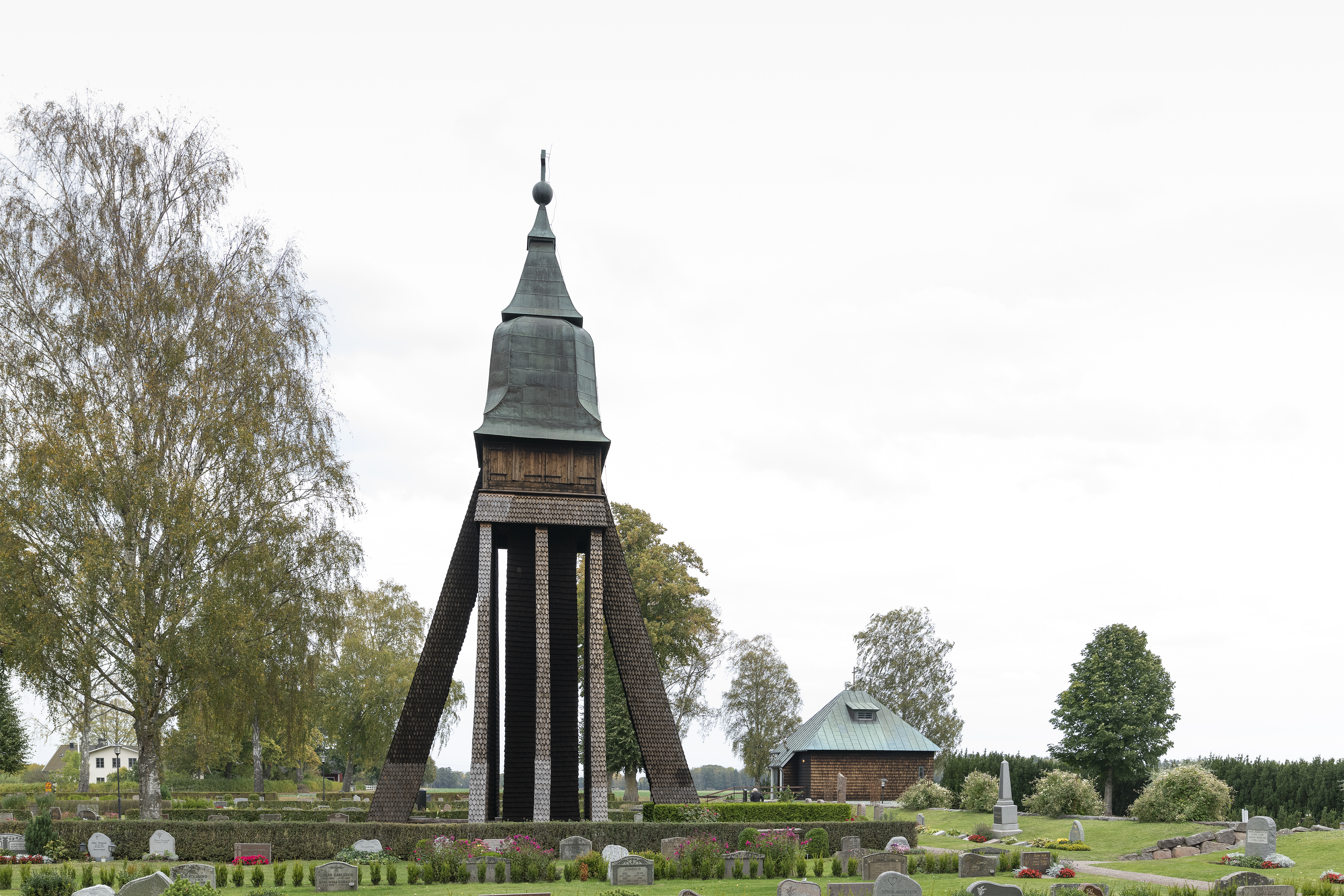
Klockstapeln
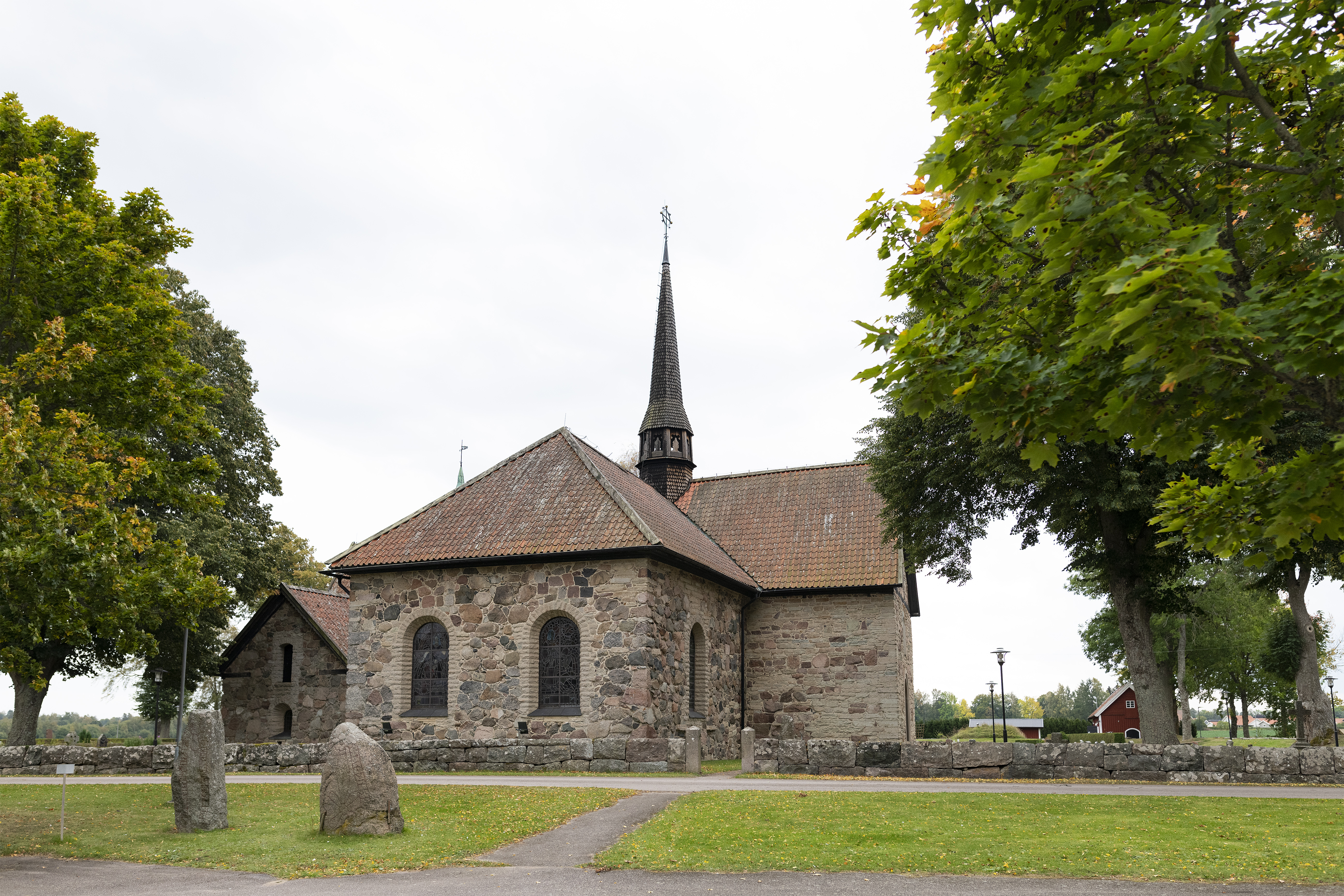
Veta kyrka Ög med runsterna Ög 202 och 203
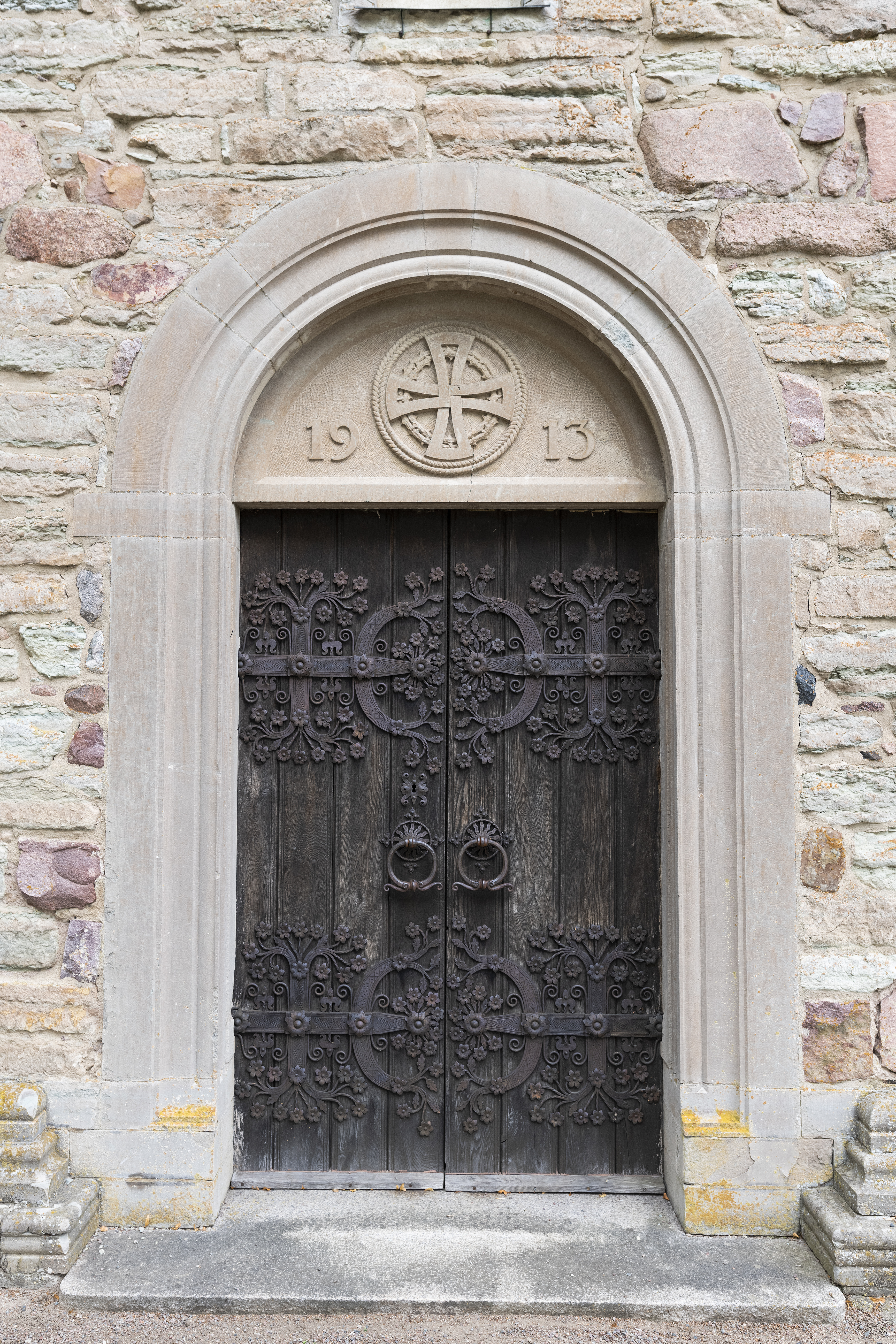
Portalen
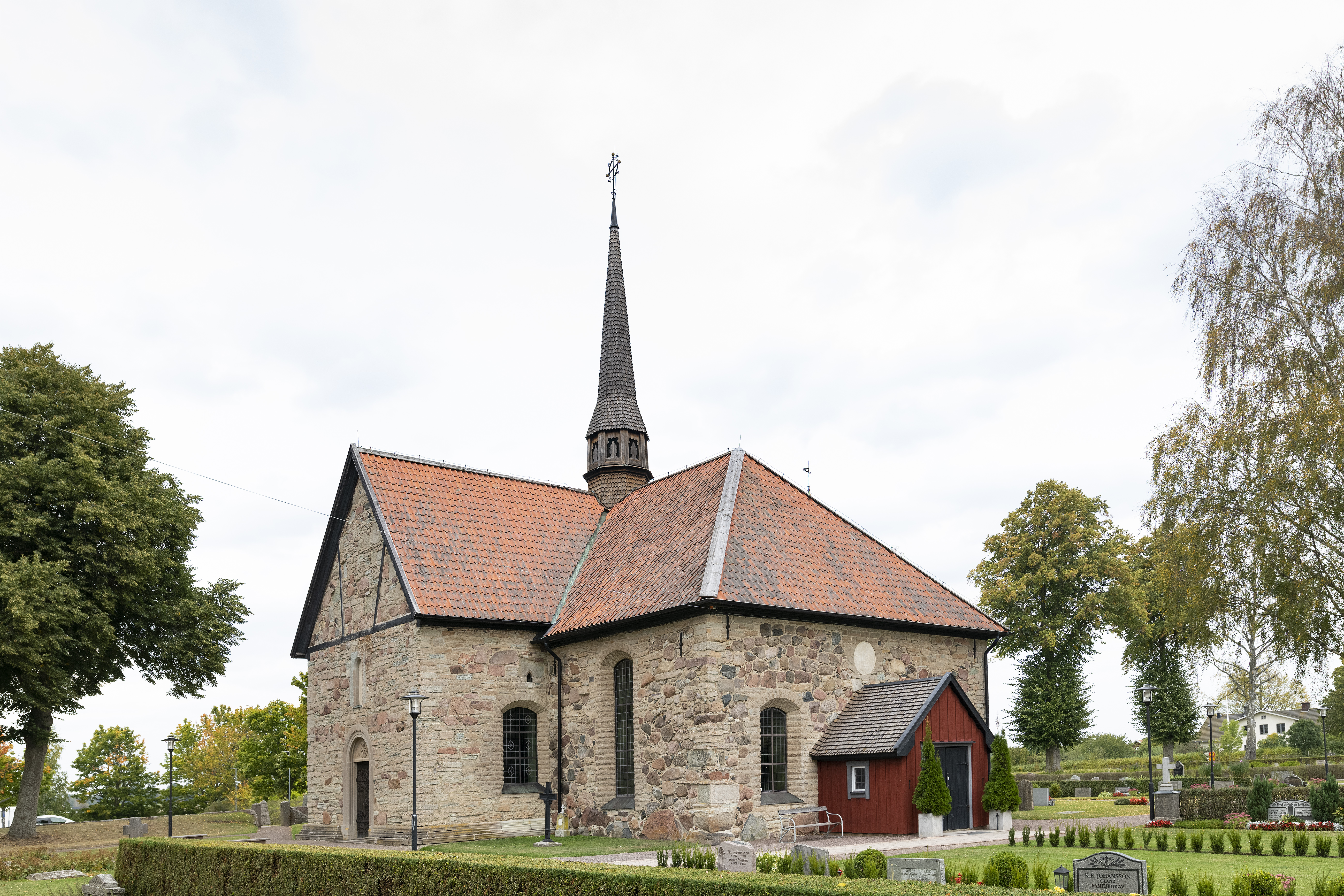
Veta kyrka södra delen
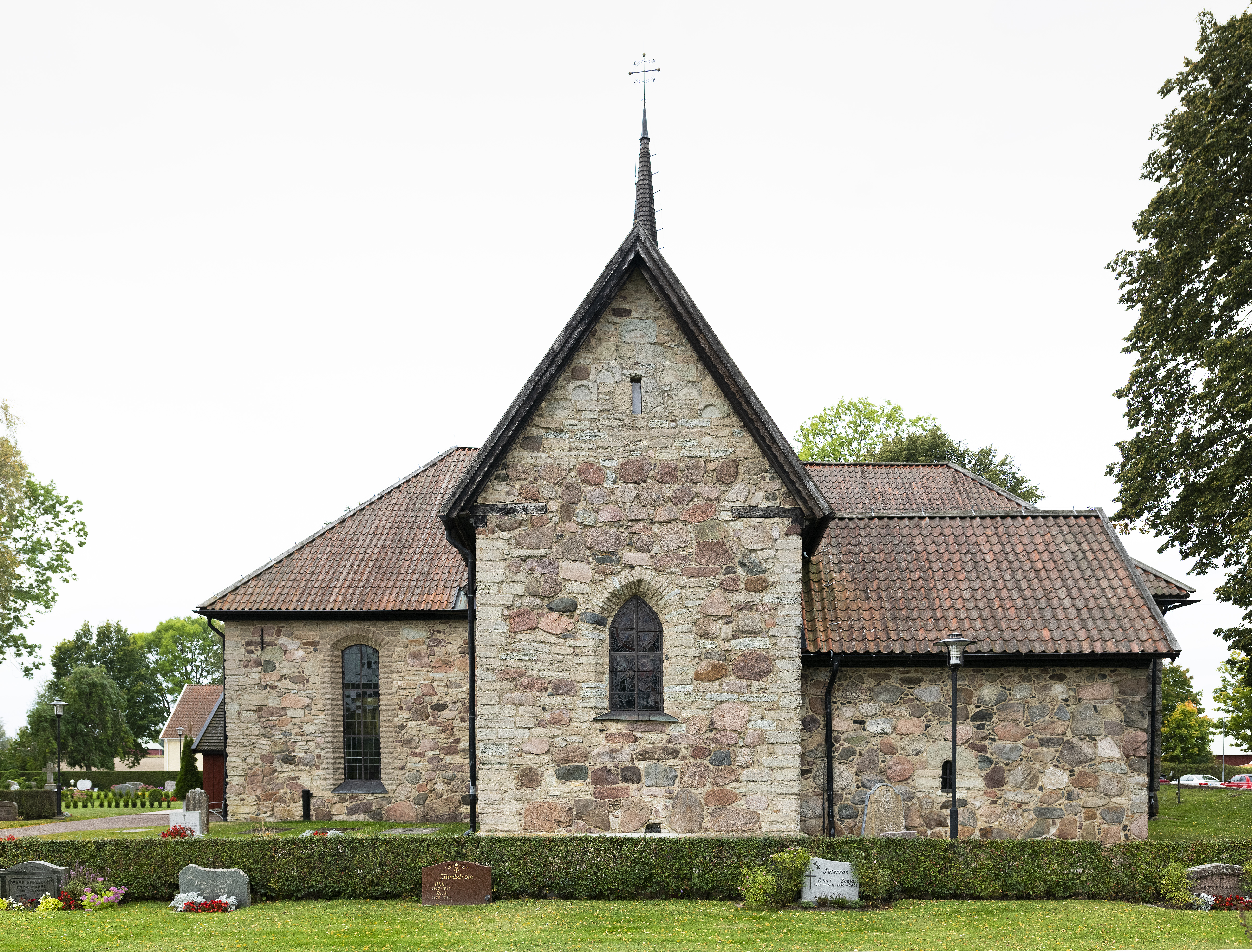
Veta kyrka koret och korsarmar
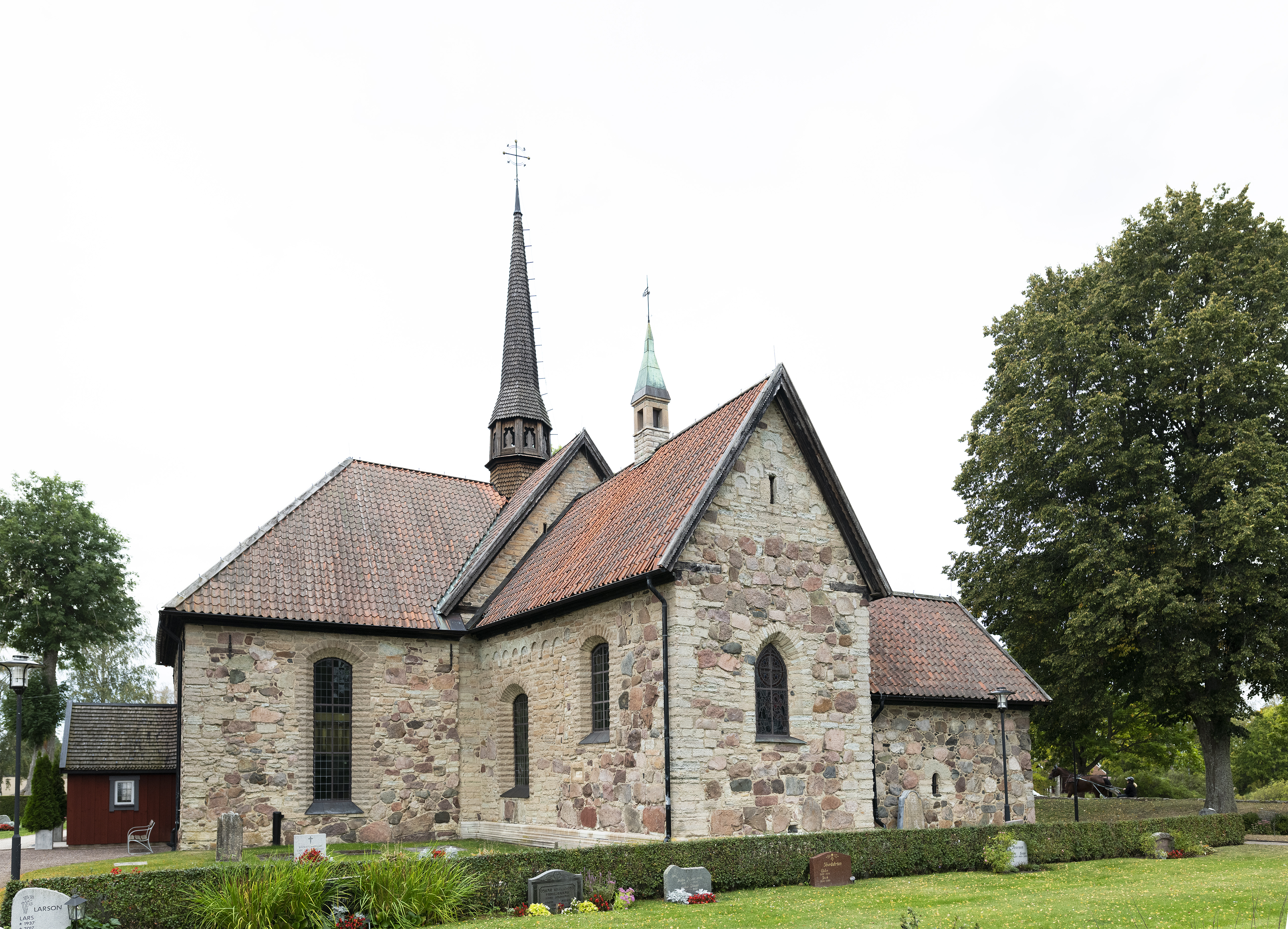
Veta kyrka östra delen
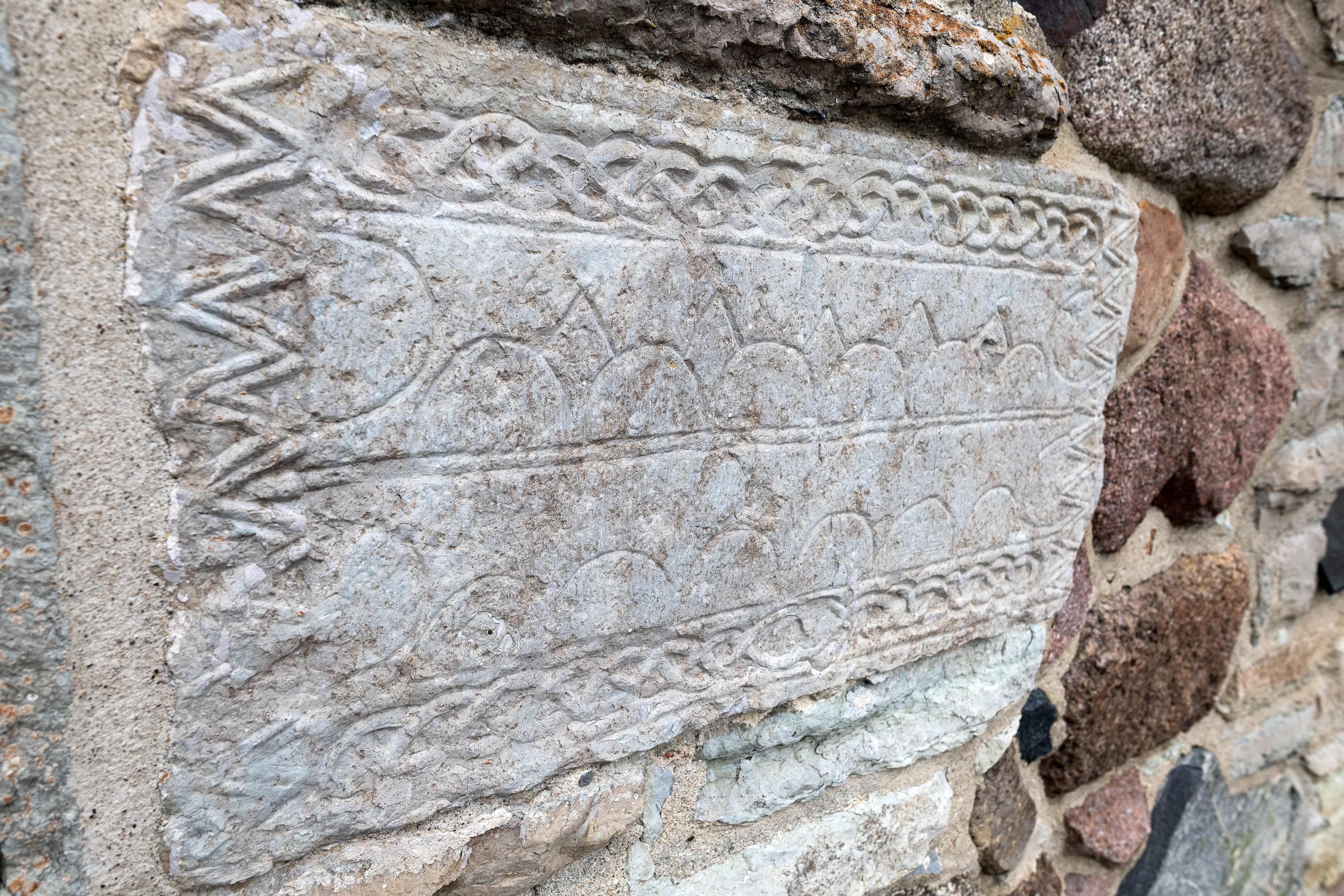
Ornerad romansk stenhäll Veta kyrka
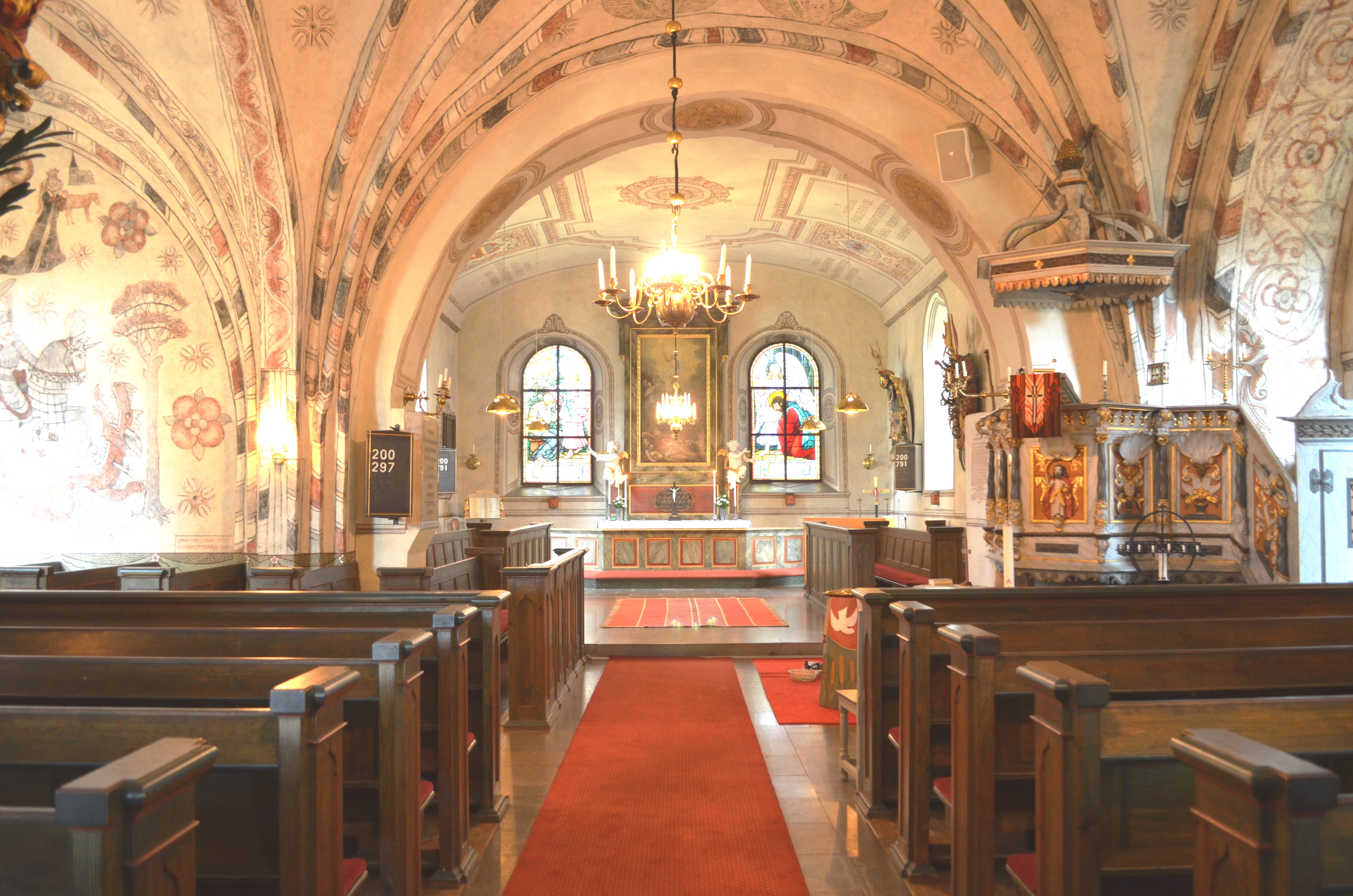
Veta kyrkas kyrksal
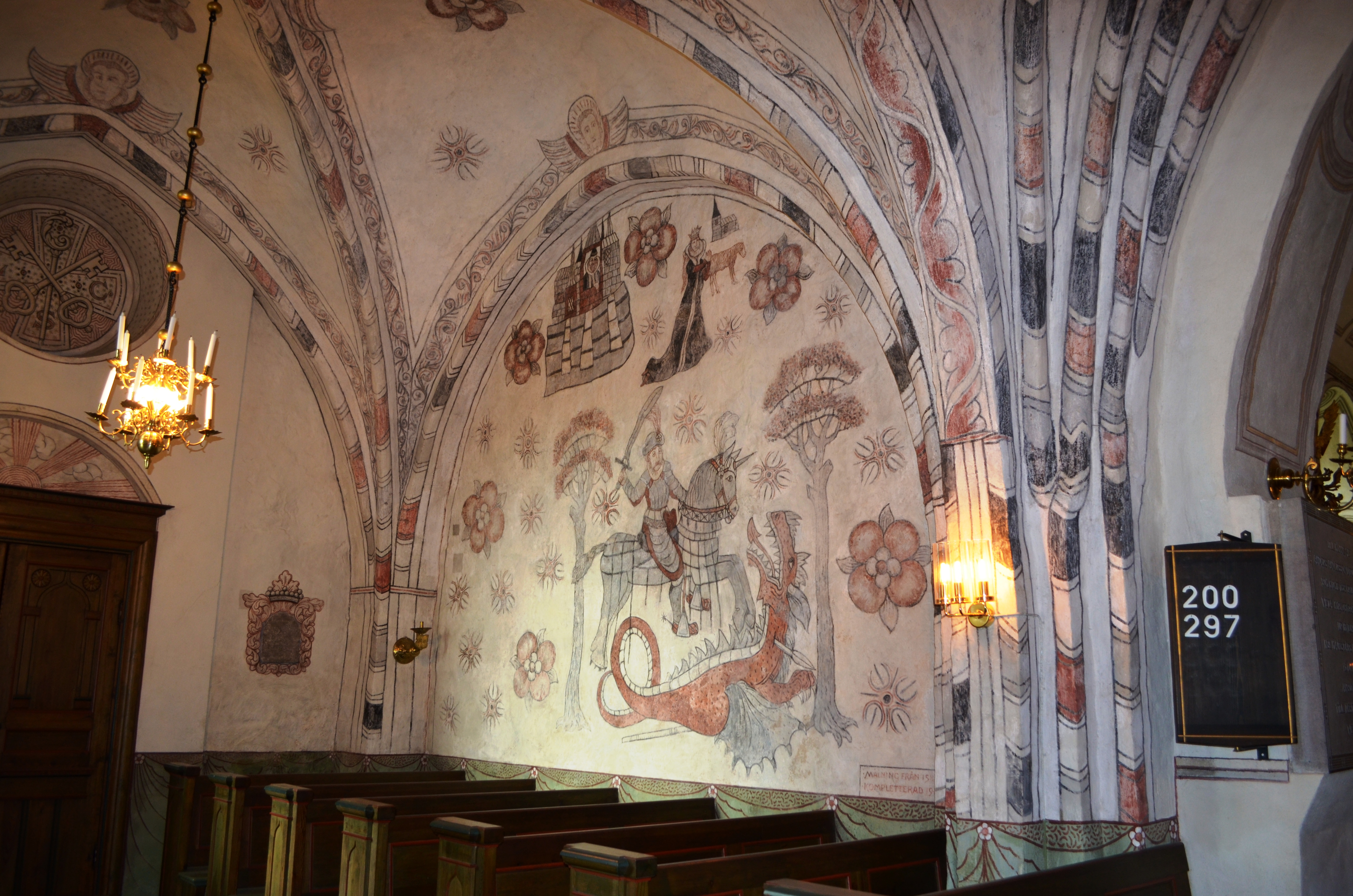
Veta kyrkas väggmålning